# يان فان دير هورست
يان فان دير هورست (بالهولندية: Jan van der Horst)‏ هو مجدف هولندي، ولد في 1 سبتمبر 1948 في سخيدام في هولندا.

## وصلات خارجية
- يان فان دير هورست على موقع الاتحاد الدولي للتجديف (الإنجليزية)
- يان فان دير هورست على موقع اللجنة الأولمبية الدولية (الإنجليزية)
- يان فان دير هورست على موقع أوليمبيديا (الإنجليزية)